# アルフレッド・ギージー

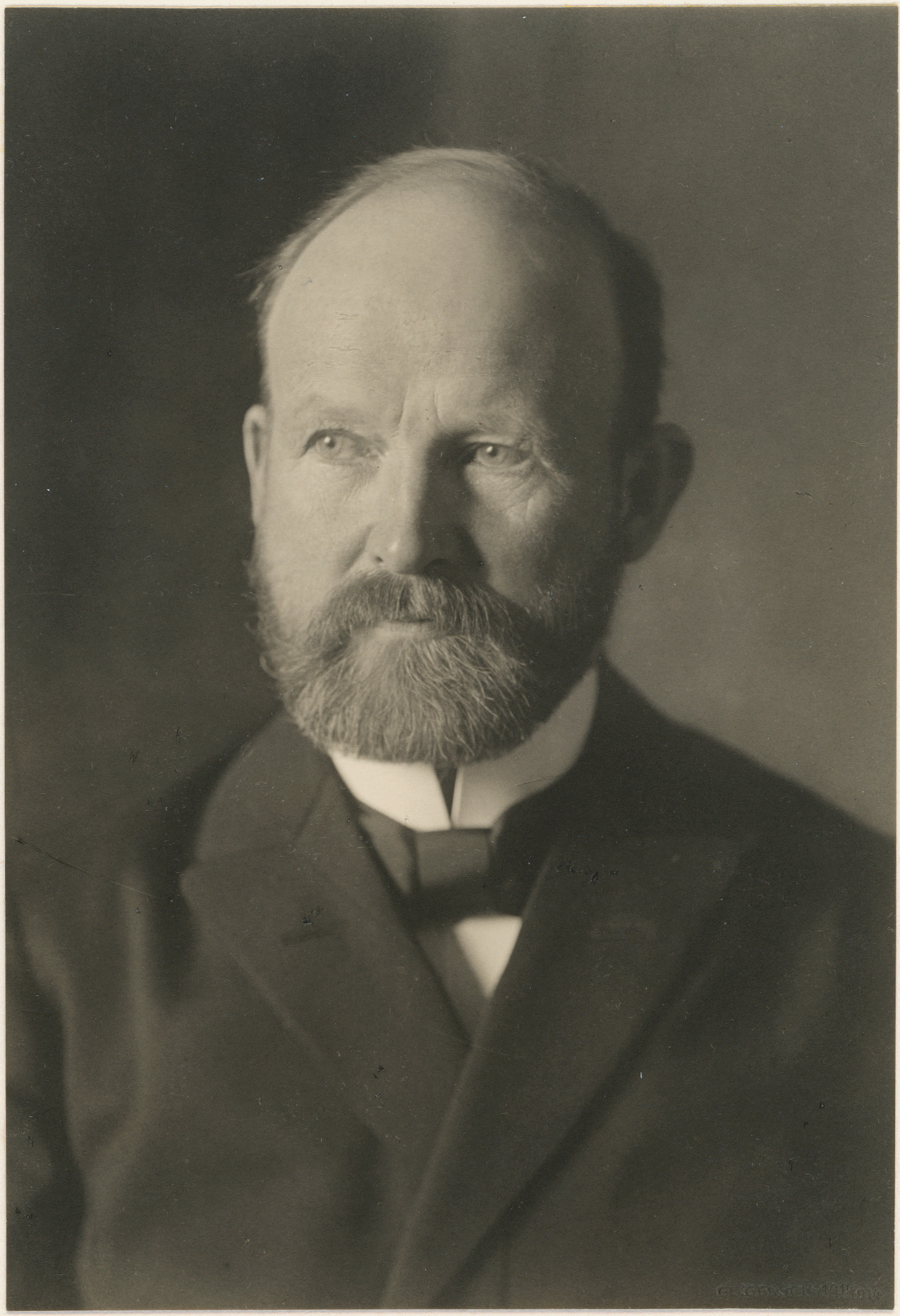
アルフレッド・ギージー

アルフレッド・ギージー（Alfred Gysi、1865年8月31日 - 1957年11月9日）はスイスの歯科医師。近代歯科補綴学の創始者の一人である。
切歯指導板、ゴシックアーチトレーサー、顆路描記装置、など多数の業績や発明を残す。

## 略歴
- 1883年 - ジュネーブ大学医学部歯学科を卒業[1]
- 1887年 - ペンシルベニア大学歯学部を卒業し、チューリッヒで開業[1]。
- 1895年 - チューリッヒ大学医学部歯学科の教授に就任[1]。
- 1901年 - ゴシックアーチトレーサーを制作する。
- 1908年 - 世界初の切歯指導板付き咬合器を開発する。
- 1914年 - ギージーシンプレックス咬合器を発表する。
- 1927年 - トゥルーバイト咬合器を発表する。
- 1929年 - ギージーの軸学説を提唱[1]。